# Mặt trận Giải phóng Đồng tính
Mặt trận Giải phóng Đồng tính (tiếng Anh: Gay Liberation Front, viết tắt GLF) là tên gọi chung cho một số nhóm giải phóng người đồng tính. Nhóm đầu tiên của mặt trận được thành lập tại thành phố New York vào năm 1969, ngay sau cuộc bạo động Stonewall mà trong đó cảnh sát đụng độ với những người biểu tình đồng tính.

## Hoa Kỳ
Mặt trận Giải phóng Người đồng tính Hoa Kỳ được thành lập sau cuộc bạo loạn Stonewall. Các cuộc bạo động được nhiều người coi là chất xúc tác chính cho phong trào giải phóng người đồng tính và cuộc đấu tranh cho quyền LGBT ở Hoa Kỳ trong thời hiện đại.
Vào ngày 28 tháng 6 năm 1969 tại Greenwich Village, New York, cảnh sát thành phố New York bất ngờ xông vào Stonewall Inn, một quán bar nổi tiếng dành cho người đồng tính nam, nằm trên Phố Christopher. Các cuộc đột kích của cảnh sát vào Stonewall và các quán bar dành cho người đồng tính nữ và đồng tính nam khác, là chuyện thường ngày vào thời điểm đó. Stonewall Inn được tạo thành từ hai chuồng ngựa cũ mà sau này được tu sửa thành một tòa nhà vào năm 1930. Giống như tất cả các quán bar dành cho người đồng tính thời bấy giờ, nó là đối tượng của vô số cuộc truy quét của cảnh sát, vì các hoạt động LGBTQ+ và tình bạn cùng giới phần lớn vẫn là bất hợp pháp. Nhưng lần này, khi cảnh sát bắt đầu bắt giữ những vị khách quen, khách hàng bắt đầu ném tiền xu vào họ, sau đó là chai lọ và đá. Đám đông đồng tính nữ và đồng tính nam cũng giải phóng các nhân viên bị đưa vào xe, và các viên cảnh sát bị áp đảo về số lượng phải rút vào trong quán bar. Không lâu sau đó, Lực lượng Tuần tra Chiến thuật (TPF, viết tắt từ Tactical Patrol Force), chuyên được huấn luyện để đối phó với các cuộc biểu tình bạo lực, đã được gọi đến để kiểm soát đám đông, hiện đang sử dụng đồng hồ đỗ xe làm công cụ đập phá. Khi lực lượng tuần tra tiến tới, đám đông không giải tán, mà còn quay trở lại và tập hợp phía sau cảnh sát chống bạo động, họ ném đá, hét lên "Sức mạnh đồng tính!", nhảy múa và chế nhạo phe đối lập. Trong vài đêm tiếp theo, đám đông quay lại với số lượng ngày càng đông, phát tờ rơi và tự tập hợp. Ít lâu sau, từ "Stonewall" được đại diện cho việc đấu tranh vì sự bình đẳng cho cộng đồng người đồng tính. Và để đánh dấu sự kiện này, các cuộc tuần hành Kiêu hãnh đồng tính được tổ chức hàng năm vào ngày kỷ niệm cuộc bạo động.
Đầu tháng 7 năm 1969, các cuộc thảo luận trong cộng đồng người đồng tính dẫn đến sự hình thành của Mặt trận Giải phóng Người đồng tính, phần lớn là do cuộc bạo động Stonewall vào tháng 6 năm đó. Theo học giả Henry Abelove, nó được đặt tên là GLF "như một ám hiệu về Mặt trận Giải phóng Dân tộc Algeria và Mặt trận Giải phóng Dân tộc Việt Nam. Một trong những động thái đầu tiên của GLF là tổ chức một cuộc tuần hành để đẩy mạnh động lực từ cuộc nổi dậy Stonewall, và yêu cầu chấm dứt những bất công người đồng tính phải chịu. GLF có một cương lĩnh chính trị rộng rãi, lên án phân biệt chủng tộc và tuyên bố ủng hộ các cuộc đấu tranh của thế giới thứ ba và Đảng Báo đen. Lập trường của họ là chống tư bản chủ nghĩa, phản đối hình mẫu "gia đình truyền thống" (chỉ gồm cha mẹ và con cái) và các định kiến lạc hậu về vai trò giới.
Vào ngày 31 tháng 10 năm 1969, sáu mươi thành viên của GLF, Ủy ban Tự do Đồng tính luyến ái (CHF) và nhóm Gay Guerilla Theater đã tổ chức một cuộc biểu tình bên ngoài văn phòng của tờ báo San Francisco Examiner để đáp lại một loạt các bài báo miệt thị khách của các quán bar và câu lạc bộ dành cho người đồng tính nam ở San Francisco. Cuộc biểu tình ôn hòa chống lại tờ Examiner trở nên náo động và sau đó được gọi là "Thứ sáu của Bàn tay Tím" và "Thứ Sáu đẫm máu của Bàn tay Tím". Nhân viên Examiner "đổ một thùng mực máy in lên đám đông từ nóc của tòa soạn", theo glbtq.com. Một số báo cáo nói rằng đó là một thùng mực được đổ từ mái của tòa nhà. Những người biểu tình đã "dùng mực để viết các khẩu hiệu lên các bức tường của tòa soạn" và in những dấu tay màu tím "khắp trung tâm thành phố San Francisco", dẫn đến "một trong những cuộc biểu tình công khai nhất về quyền lực của người đồng tính" theo Bay Area Reporter. Theo Larry LittleJohn, khi đó là chủ tịch của Hiệp hội Quyền cá nhân, "Vào thời điểm đó, đội chiến thuật đã đến nhưng không phải để bắt các nhân viên đã đổ mực, mà để bắt những người biểu tình. Ai đó có thể bị thương nếu mực dính vào mắt họ, nhưng cảnh sát lại đánh họ ngã xuống đất." Những lời kể về sự tàn bạo của cảnh sát bao gồm việc phụ nữ bị ném xuống đất và răng của những người biểu tình bị gãy. Lấy cảm hứng từ phương pháp tống tiền Bàn tay đen của các băng đảng Camorra và Mafia, một số nhà hoạt động đồng tính nam và đồng tính nữ cố gắng thành lập "bàn tay tím" như một lời cảnh báo nhằm ngăn chặn các cuộc tấn công chống người đồng tính nhưng không đạt thành công vang dội. Tại Thổ Nhĩ Kỳ, tổ chức quyền LGBTQ+ MorEl Eskişehir LGBTT Oluşumu (Purple Hand Eskişehir LGBT Formation), cũng mang tên biểu tượng này.
Năm 1970, nhiều phụ nữ GLF, chẳng hạn như Martha Shelley, Lois Hart, Karla Jay, và Michela Griffo đã thành lập Lavender Menace, một tổ chức hoạt động đồng tính nữ.
Năm 1970, cuộc họp kín của các drag queen thuộc GLF, bao gồm Marsha P. Johnson và Sylvia Rivera, thành lập nhóm Street Transvestite Action Revolutionaries (STAR), tập trung vào việc hỗ trợ cho các tù nhân đồng tính, nhà ở cho thanh thiếu niên đồng tính vô gia cư và người đường phố, đặc biệt những "nữ hoàng đường phố" trẻ.
Năm 1970, "Đại sứ Hoa Kỳ", được cấp giấy phép sử dụng khu cắm trại trong Rừng Quốc gia Sequoia. Sau khi biết rằng nhóm được GLF tài trợ, người giám sát Rừng Quốc gia Sequoia đã hủy bỏ giấy phép và khu cắm trại bị đóng cửa trong một thời gian.

## Vương quốc Anh
—Tuyên ngôn GLF, 1971

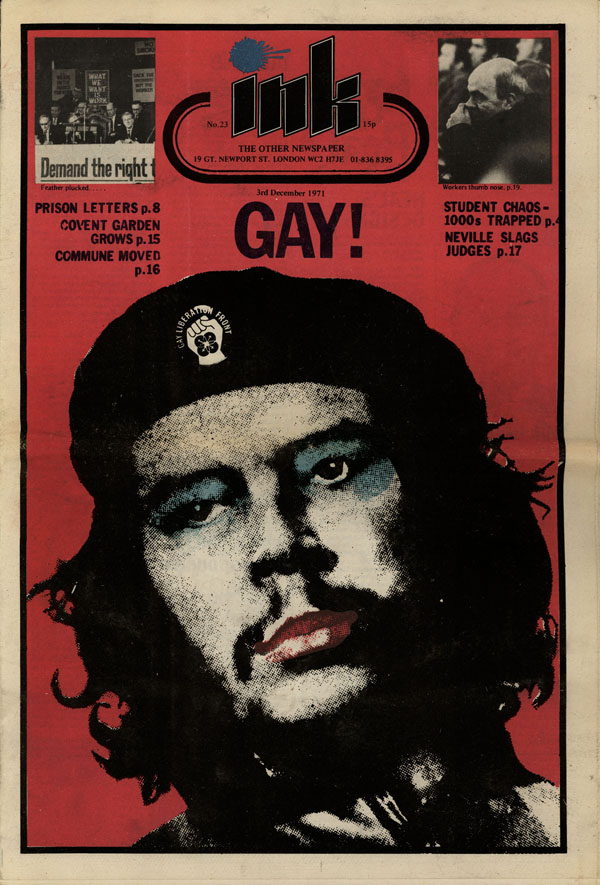
Phiên bản bìa GLF năm 1971 của tạp chí Ink, Vương quốc Anh

Mặt trận Giải phóng Người đồng tính ở Vương quốc Anh tồn tại vào các năm 1970–1973.
Cuộc họp đầu tiên được tổ chức tại tầng hầm của Trường Kinh tế London vào ngày 13 tháng 10 năm 1970. Bob Mellors và Aubrey Walter đã nhìn thấy tầm ảnh hưởng của GLF ở Hoa Kỳ và quyết định tạo ra một phong trào song song trên nền tảng chính trị cách mạng.
Đến năm 1971, GLF của Vương quốc Anh được công nhận là một phong trào chính trị trên báo chí quốc gia, tổ chức các cuộc họp hàng tuần từ 200 đến 300 người. Tuyên ngôn GLF được xuất bản, và hàng loạt các cuộc biểu tình nổi bật đã được tổ chức, ví dụ như Lễ hội Ánh sáng nhằm phá vỡ việc phát động chiến dịch đạo đức Giáo hội.
Sự gián đoạn khai mạc Lễ hội Ánh sáng năm 1971 là hoạt động được tổ chức quy củ nhất của GLF. Cuộc họp đầu tiên của Lễ hội Ánh sáng được tổ chức bởi Mary Whitehouse tại Hội trường Trung tâm Methodist. Trong số các thành viên GLF tham gia cuộc biểu tình có "Những người theo chủ nghĩa nữ quyền cực đoan", một nhóm những người đàn ông không định hình giới tính trong ngành hóa trang, đã xông vào và bắt đầu hôn nhau; những người khác thả chuột, thổi còi, treo biểu ngữ, và một nhóm người mặc quần áo công nhân chiếm lấy tầng hầm và dập tắt lễ hội.
Lễ Phục sinh năm 1972 chứng kiến hội nghị thường niên Gay Lib được tổ chức trong tòa nhà Hiệp hội Sinh viên tại Đại học Birmingham.
Đến năm 1974, những bất đồng nội bộ đã dẫn đến sự tan rã của phong trào. Các tổ chức tách khỏi phong trào bao gồm Tổng đài đồng tính nam và đồng tính nữ ở Luân Đôn, Thời sự đồng tính và Tàu phá băng. Dịch vụ Thông tin GLF duy trì thêm một vài năm, cung cấp các tài liệu liên quan đến người đồng tính nam. Các chi nhánh của GLF đã được thành lập ở một số thị trấn thuộc tỉnh của Anh (như Bradford, Bristol, Leeds, Leicester) và một số chi nhánh cầm cự được thêm vài năm nữa. Mặt trận Giải phóng Đồng tính Leicester do Jeff Martin thành lập được ghi nhận vì đã tham gia vào việc thành lập "Gayline" địa phương. Nó vẫn còn hoạt động cho đến ngày nay và nhận tài trợ từ Hiệp hội Xổ số Quốc gia. Họ còn tổ chức một chiến dịch nổi tiếng chống lại tờ báo địa phương, Leicester Mercury, vì từ chối quảng cáo các dịch vụ của Gayline vào thời điểm đó.
Các bài báo của GLF hiện đang nằm trong Kho lưu trữ Hall-Carpenter tại Trường Kinh tế London.
Sau những năm 1970, nhiều thành viên của GLF, bao gồm cả Peter Tatchell, tiếp tục vận động dưới sự tổ chức của OutRage!, được thành lập vào năm 1990 và giải thể vào năm 2011, sử dụng các chiến thuật tương tự như GLF (chẳng hạn như "zaps" và biểu tình dưới hình thức biểu diễn) để thu hút sự quan tâm và tranh cãi của giới truyền thông. Chính tại thời điểm này, sự chia rẽ dần xuất hiện trong phong trào hoạt động đồng tính, chủ yếu do sự khác biệt về hệ tư tưởng, sau khi một số lượng nhóm bao gồm Tổ chức Liên minh Đồng tính nữ và Đồng tính nam (OLGA), Lesbian Avengers., Sisters of Perpetual Indulgence, Dykes And Fagots Together (DAFT), Queer Nation, Stonewall (tập trung vào chiến thuật vận động hành lang) và OutRage! cùng tồn tại.
Những nhóm này có ảnh hưởng rất lớn sau đại dịch HIV / AIDS những năm 1980 và 1990 và hệ quả bạo lực đối với đồng tính nữ và đồng tính nam sau đó.

## Canada
Các nhóm giải phóng người đồng tính đầu tiên đồng nhất với phong trào Mặt trận Giải phóng Người đồng tính ở Canada là ở Montreal, Quebec. Mặt trận đồng tính luyến ái (FLH) được thành lập vào tháng 11 năm 1970, để đáp lại lời kêu gọi các tổ chức trong thành phố qua ấn phẩm Mainmise.  Một yếu tố khác quyết định việc thành lập nhóm là những hành động chống lại các nhà xuất bản đồng tính trong thành phố của cảnh sát, sau khi Thủ tướng Pierre Trudeau đình chỉ các quyền tự do dân sự vào mùa thu năm 1970. Nhóm này tồn tại trong thời gian ngắn; họ giải tán sau khi hơn bốn mươi thành viên bị buộc tội vì không xin được giấy phép rượu tại một trong những sự kiện của nhóm vào năm 1972.
Một nhóm ở Vancouver, British Columbia tự xưng là Mặt trận Giải phóng Đồng tính Vancouver xuất hiện vào năm 1971, chủ yếu là ngoài các cuộc họp từ một xã địa phương, được gọi là Pink Cheeks. Nhóm nhận được sự hỗ trợ từ The Georgia Straight, một tờ báo thiên về cánh tả, và mở một trung tâm hỗ trợ người đang gặp khó khăn cũng như phát hành một bản tin. Nhóm vật lộn để duy trì những thành viên nòng cốt và sự cạnh tranh từ các nhóm địa phương khác, chẳng hạn như Liên minh các nhà hoạt động đồng tính Canada (CGAA) và Liên minh đồng tính hướng tới bình đẳng (GATE), dẫn đến sự sụp đổ của nhóm không lâu sau đó.